# Aubermesnil-Beaumais
Aubermesnil-Beaumais és un municipi francès situat al departament del Sena Marítim i a la regió de Normandia. L'any 2007 tenia 449 habitants.

## Demografia

### Població
El 2007 la població de fet d'Aubermesnil-Beaumais era de 449 persones. Hi havia 162 famílies de les quals 27 eren unipersonals (15 homes vivint sols i 12 dones vivint soles), 54 parelles sense fills i 81 parelles amb fills.
La població ha evolucionat segons el següent gràfic:
Habitants censats

### Habitatges
El 2007 hi havia 173 habitatges, 165 eren l'habitatge principal de la família, 4 eren segones residències i 4 estaven desocupats. Tots els 173 habitatges eren cases. Dels 165 habitatges principals, 143 estaven ocupats pels seus propietaris, 21 estaven llogats i ocupats pels llogaters i 1 estava cedit a títol gratuït; 1 tenia dues cambres, 16 en tenien tres, 47 en tenien quatre i 100 en tenien cinc o més. 151 habitatges disposaven pel capbaix d'una plaça de pàrquing. A 50 habitatges hi havia un automòbil i a 107 n'hi havia dos o més.

### Piràmide de població
La piràmide de població per edats i sexe el 2009 era:
| Homes | Edats   | Dones |
| ----- | ------- | ----- |
| 0     | 95 o +  | 0     |
| 0     | 90 a 94 | 0     |
| 0     | 85 a 89 | 4     |
| 4     | 80 a 84 | 4     |
| 4     | 75 a 79 | 4     |
| 16    | 70 a 74 | 4     |
| 4     | 65 a 69 | 12    |
| 4     | 60 a 64 | 12    |
| 0     | 55 a 59 | 4     |
| 16    | 50 a 54 | 20    |
| 20    | 45 a 49 | 4     |
| 24    | 40 a 44 | 28    |
| 24    | 35 a 39 | 16    |
| 12    | 30 a 34 | 24    |
| 4     | 25 a 29 | 8     |
| 24    | 20 a 24 | 8     |
| 44    | 15 a 19 | 12    |
| 12    | 10 a 14 | 40    |
| 28    | 5 a 9   | 20    |
| 0     | 0 a 4   | 8     |

## Economia
El 2007 la població en edat de treballar era de 300 persones, 223 eren actives i 77 eren inactives. De les 223 persones actives 208 estaven ocupades (115 homes i 93 dones) i 16 estaven aturades (5 homes i 11 dones). De les 77 persones inactives 36 estaven jubilades, 21 estaven estudiant i 20 estaven classificades com a «altres inactius».

### Ingressos
El 2009 a Aubermesnil-Beaumais hi havia 174 unitats fiscals que integraven 486 persones, la mediana anual d'ingressos fiscals per persona era de 18.507 €.

### Activitats econòmiques
Dels 13 establiments que hi havia el 2007, 1 era d'una empresa de fabricació d'altres productes industrials, 7 d'empreses de construcció, 3 d'empreses de comerç i reparació d'automòbils i 2 d'empreses financeres.
Dels 5 establiments de servei als particulars que hi havia el 2009, 2 eren fusteries, 2 lampisteries i 1 electricista.
L'únic establiment comercial que hi havia el 2009 era una botiga de roba.
L'any 2000 a Aubermesnil-Beaumais hi havia 9 explotacions agrícoles que ocupaven un total de 474 hectàrees.

## Equipaments sanitaris i escolars
El 2009 hi havia una escola elemental integrada dins d'un grup escolar amb les comunes properes formant una escola dispersa.

## Poblacions més properes
El següent diagrama mostra les poblacions més properes.